# پارشینف
پارشینف (به لاتین: Porshinev) یک منطقهٔ مسکونی در تاجیکستان است که در ولایت مختار کوهستان بدخشان واقع شده‌است.

## خصوصیات
پارشینف ۲۸٬۳۴۸ نفر جمعیت دارد.